# お盆の弟
『お盆の弟』（おぼんのおとうと）は2015年の日本映画作品。監督は大崎章。モノクロ作品。脚本は「百円の恋」の足立紳。大崎と足立の自伝的要素の強い作品と言われている。
監督の故郷の群馬県で撮られ、渋川清彦、岡田浩暉ら群馬出身者をキャストで固めた。
第37回ヨコハマ映画祭で、主演男優賞、助演男優賞、助演女優賞、脚本賞（４冠）を受賞。

## あらすじ
売れなくて崖っぷちの映画監督（渋川）が高校時代からの親友の脚本家（岡田）と再起を目指す。

## キャスト
- 渋川清彦
- 光石研
- 岡田浩暉
- 河井青葉
- 渡辺真起子
- 田中要次
- 川島夕空

## スタッフ
- 監督：大崎章
- 脚本：足立紳
- 撮影：猪本雅三
- プロデューサー：狩野善則　金森保

## 映画祭出品、受賞など
- レインダンス映画祭 アバディーン映画祭、ドイツニッポンコネクションなどに出品
- 第37回ヨコハマ映画祭4冠受賞（主演男優賞、助演男優賞、助演女優賞、脚本賞）[3]